# 宫金杰
宫金杰（1986年11月12日—）是中国女子自行车运动员，出生于吉林省东丰县，宫金杰在小学三年级，作为体育特长生被招进东丰县实验小学，1999年宫金杰获吉林省第十届体育传统校田径运动会女子组跳远第一名和女子组400米第1名。1999年荣获吉林省青少年田径运动女子J2组200米第1名。2002年进入吉林省队。2004年，因为爆发力突出，宫金杰改项练起了场地自行车项目。2005年，宫金杰加入了中国国家自行车青年队。2006年7月毕业于吉林省体育学院，就读于北京体育大学研究生。曾先后获第十五届多哈亚运会200米自行车个人争先赛亚军，2011年国际自盟场地自行车世界杯赛北京站中，宫金杰和林俊红获得女子团体竞速赛金牌，同年8月16日在深圳大运会场地自行车项目女子500米计时赛上冠军。在亚洲单车锦标赛宫金杰和林俊红连续三年获得女子团体争先赛冠军（2009、2010、2011）。2012年8月2日宫金杰与郭爽代表中国参加在英国伦敦举行的奥林匹克运动会自行车比賽女子团体争先赛，以32秒619获得冠军。但随后，裁判组认定中国队在比赛中出现了犯规现象，取消了中国队的成绩，两人名列第二收获一枚银牌。
2016年8月12日，宫金杰与钟天使代表中国参加在巴西里约热内卢举行的奥林匹克运动会自行车比賽女子团体争先赛，她们在预赛中以31秒928打破世界纪录，并在决赛中战胜俄罗斯组合获得冠军。这是中国运动员在奥运会自行车比赛中获得的第一枚金牌。

## 家庭
宫金杰已婚，育有二子。